# 長尾景秀
長尾 景秀（ながお かげひで）は、戦国時代から安土桃山時代にかけての武士。上杉氏の家臣。

## 略歴
総社長尾氏の一族で長尾景総あるいは長尾顕方の子とされる。上杉景勝に従う。
天正9年（1581年）に勃発した新発田重家の乱では、天正11年（1583年）に重家の居城・新発田城を攻めた際に討ち死にを遂げる。景秀の死により総社長尾氏は断絶した（「総社長尾系図」）とされるが、黒田基樹は上杉家の史料より、長尾景総の嫡男（景秀の兄弟か）と推定される「長尾右門」、勝田氏からの養子とみられる「（2代目の）長尾右門」（天正18年（1590年）没）、その息子である「（2代目の）長尾平太」（いずれも実名不詳）が総社長尾家の家督が継承され、慶長元年（1596年）の（2代目）平太の死去によって断絶したとしている。
一説に直江信綱の父ともいわれる。